# 1970-es Formula–1 mexikói nagydíj
Az 1970-es Formula–1 világbajnokság tizenharmadik, egyben szezonzáró futama a mexikói nagydíj volt.

## Futam
Az évad utolsó versenyét Mexikóvárosban rendezték. Regazzoni szerezte meg a pole-t Stewart előtt. A második rajtsoron Ickx Brabhammel osztozott, aki pénteken jelentette be, hogy visszavonul.
A verseny napján rengeteg néző látogatott ki a pályára (200 ezerre becsülték a nézőszámot), a tömeg pedig átszakította a biztonsági korlátokat. A verseny egy óra késéssel indult el. Regazzoni megtartotta a vezetést Stewart előtt, de Ickx hamar az élre állt, míg Regazzoni Stewart mögé csúszott vissza. Stewart kormányoszlopa eltörött, a skót kiállt javításra, ezzel a Ferrarik kerültek az első két helyre. Stewart után Brabham haladt a harmadik helyen, de az 53. körben motorhiba miatt kiállni kényszerült. A harmadik helyre Hulme jött fel. Az utolsó körökben a nézők egyre közelebb mentek a pálya széléhez, majd amikor Ickx elsőként áthaladt a célvonalon, elözönlötték a pályát, így a többi versenyzőnek lassítania kellett a célegyenesben. Ezzel végetért a Formula–1 egyik legtragikusabb szezonja, szerencsére senki sem sérült meg Mexikóban.
Jochen Rindt 45 ponttal halála után lett világbajnok Jacky Ickx és Clay Regazzoni előtt. A Lotus 59 ponttal lett a konstruktőri világbajnok a Ferrari (52) és a March (48) előtt.
| Helyezés | #  | Versenyző            | Csapat/Motor | Futott körök | Idő/Kiesés oka    | Rajthely | Pontszám |
| -------- | -- | -------------------- | ------------ | ------------ | ----------------- | -------- | -------- |
| 1        | 3  | Jacky Ickx           | Ferrari      | 65           | 1h53:28,3         | 3        | 9        |
| 2        | 4  | Clay Regazzoni       | Ferrari      | 65           | + 24,64           | 1        | 6        |
| 3        | 8  | Denny Hulme          | McLaren-Ford | 65           | + 45,97           | 14       | 4        |
| 4        | 12 | Chris Amon           | March-Ford   | 65           | + 47,05           | 5        | 3        |
| 5        | 6  | Jean-Pierre Beltoise | Matra        | 65           | + 50,11           | 6        | 2        |
| 6        | 19 | Pedro Rodríguez      | BRM          | 65           | + 1:24,76         | 7        | 1        |
| 7        | 20 | Jackie Oliver        | BRM          | 64           | + 1 kör           | 13       |          |
| 8        | 17 | John Surtees         | Surtees-Ford | 64           | + 1 kör           | 15       |          |
| 9        | 7  | Henri Pescarolo      | Matra        | 61           | + 4 kör           | 11       |          |
| HN       | 23 | Reine Wisell         | Lotus-Ford   | 56           | Helyezés nélkül   | 12       |          |
| Kiesett  | 15 | Jack Brabham         | Brabham-Ford | 52           | Motorhiba         | 4        |          |
| Kiesett  | 1  | Jackie Stewart       | Tyrrell-Ford | 33           | Felfüggesztés     | 2        |          |
| Kiesett  | 9  | Peter Gethin         | McLaren-Ford | 27           | Motorhiba         | 10       |          |
| Kiesett  | 16 | Rolf Stommelen       | Brabham-Ford | 15           | Üzemanyagrendszer | 17       |          |
| Kiesett  | 2  | François Cevert      | Tyrrell-Ford | 8            | Motorhiba         | 9        |          |
| Kiesett  | 14 | Graham Hill          | Lotus-Ford   | 4            | Kormánykerék      | 8        |          |
| Kiesett  | 11 | Jo Siffert           | March-Ford   | 3            | Motorhiba         | 16       |          |
| Kiesett  | 24 | Emerson Fittipaldi   | Lotus-Ford   | 1            | Motorhiba         | 18       |          |

## A világbajnokság végeredménye
| H   | Versenyzők           | Pont | H   | Konstruktőrök      | Pont    |
| --- | -------------------- | ---- | --- | ------------------ | ------- |
| 1.  | Jochen Rindt         | 45   | 1.  | Lotus-Ford         | 59      |
| 2.  | Jacky Ickx           | 40   | 2.  | Ferrari            | 52 (55) |
| 3.  | Clay Regazzoni       | 33   | 3.  | March-Ford         | 48      |
| 4.  | Denny Hulme          | 27   | 4.  | Brabham-Ford       | 35      |
| 5.  | Jackie Stewart       | 25   | 5.  | McLaren-Ford       | 35      |
| 6.  | Jack Brabham         | 25   | 6.  | Matra              | 23      |
| 7.  | Pedro Rodríguez      | 23   | 7.  | BRM                | 23      |
| 8.  | Chris Amon           | 23   | 8.  | Surtees-Ford       | 3       |
| 9.  | Jean-Pierre Beltoise | 16   | 9.  | McLaren-Alfa Romeo | 0       |
| 10. | Emerson Fittipaldi   | 12   | 10. | Tyrrell-Ford       | 0       |

(A teljes lista)

## Statisztikák
Vezető helyen:
- Clay Regazzoni: 1 (1)
- Jacky Ickx: 64 (2-65)

Jacky Ickx 6. győzelme, 8. leggyorsabb köre, Clay Regazzoni 1. pole-pozíciója.
- Ferrari 46. győzelme.

Jack Brabham 128., utolsó (R) versenye.